# Río Tulumayo (Río Huallaga)
Der Río Tulumayo ist ein etwa 83 km langer rechter Nebenfluss des Río Huallaga in den Provinzen Leoncio Prado und Pachitea in der Region Huánuco in Zentral-Peru.

## Flusslauf
Der Río Tulumayo entspringt in der Cordillera Azul auf einer Höhe von etwa 2900 m. Das Quellgebiet befindet sich im äußersten Süden des Distrikts Daniel Alomía Robles (Provinz Leoncio Prado). Der Río Tulumayo fließt auf seiner gesamten Länge in überwiegend nordnordwestlicher Richtung. Er bildet die Grenze zu den westlich gelegenen Distrikten Chaglla (Provinz Pachitea), Mariano Dámaso Beraún und Luyando (beide in der Provinz Leoncio Prado). Der Fluss passiert mehrere Ortschaften, darunter Alto San Juan de Tulumayo, Morona und Pumahuasi. Größere Nebenflüsse sind Río Puente von links sowie Río Topa und Río Pendencia von rechts. Auf den letzten Kilometern bildet der Río Tulumayo die Grenze zu den am rechten Flussufer gelegenen Distrikten Hermilio Valdizán und Pueblo Nuevo (beide in der Provinz Leoncio Prado). Schließlich mündet der Río Tulumayo auf einer Höhe von etwa 610 m 15 km nördlich der Stadt Tingo María in den Río Huallaga.

## Einzugsgebiet
Das Einzugsgebiet des Río Tulumayo umfasst eine Fläche von ungefähr 1230 km². In den höheren Lagen wächst Bergregenwald, in den unteren Lagen dominieren landwirtschaftliche Nutzflächen. Im Norden grenzt das Einzugsgebiet des Río Tulumayo an das des Río Aucayacu, im Osten an die Einzugsgebiete von Río Aguaytía und Río Pachitea sowie im Westen an das des oberstrom gelegenen Río Huallaga.

## Fauna
In dem Flusssystem kommt offenbar der Marmor-Gebirgsharnischwels (Chaetostoma changae) aus der Gattung der Gebirgsbachharnischwelse vor.